# Arkia
A Arkia, legalmente constituída como Arkia Israeli Airlines Ltd (em hebraico: ארקיע, irei subir; em árabe: خطوط أركيا), é uma companhia aérea israelense. Sua sede fica no aeroporto de Sde Dov, em Tel Aviv, Israel. É a segunda maior companhia aérea de Israel, operando serviços domésticos e internacionais regulares, bem como voos fretados para destinos na Europa Ocidental e no Mediterrâneo. Sua base principal é o Aeroporto Sde Dov, com hubs nos aeroportos de Eilat e Ramon.

## Frota

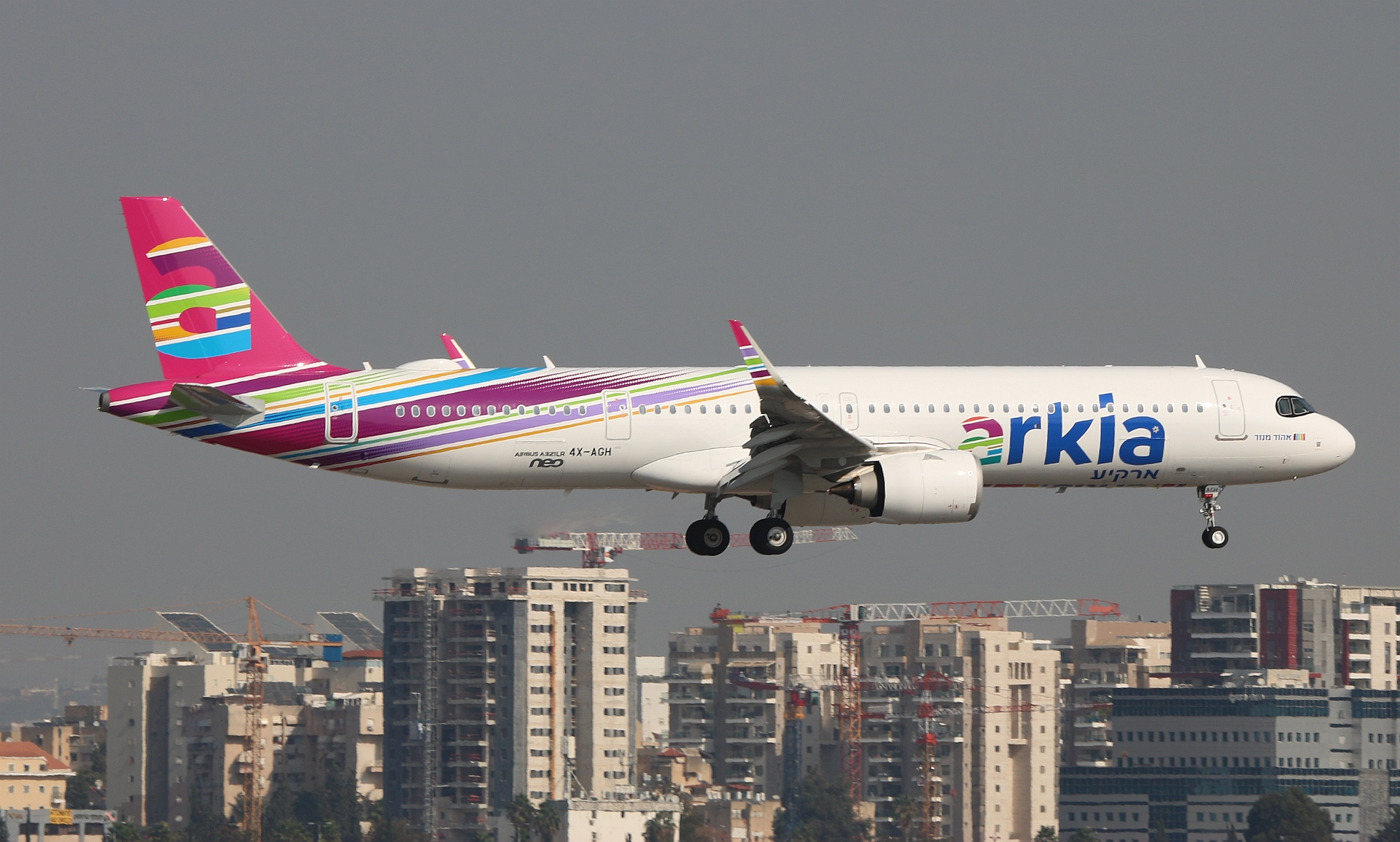
Airbus A321LR da Arkia.

- ATR 72-500: 3
- Boeing 757-300: 2
- Embraer 190: 2
- Embraer 195: 2
- Airbus A321LR: 2